# 田中幸子
田中 幸子（たなか さちこ）は、日本の脚本家。

## 人物・来歴
東京都出身。東京都立小石川高等学校卒。東京藝術大学卒。米国ネブラスカ州立大学修了。東京藝術大学大学院に新設された映像研究科に入学、映画専攻脚本領域一期生。脚本家の田中陽造、映画監督の黒沢清教授に師事する。
2008年（平成20年）、黒沢清監督の映画『トウキョウソナタ』の脚本を黒沢、マックス・マニックスとともに共同執筆。第61回カンヌ国際映画祭「ある視点」部門で上映され審査員賞を受賞した。同年、アジア・パシフィック・スクリーン・アワード脚本賞に黒沢、マニックスとともにノミネートされ、第3回アジア・フィルム・アワード最優秀脚本賞を受賞。

## フィルモグラフィ
- 『夏の旅』 （2007年発表、未映画化） - 脚本、第33回「城戸賞」受賞
- 『トウキョウソナタ』（共同脚本マックス・マニックス、脚本・監督：黒沢清、2008年） - 脚本、第61回カンヌ国際映画祭「ある視点」部門審査員賞受賞、アジア・パシフィック・スクリーン・アワード脚本賞受賞
- 『雷桜』（共同脚本：加藤正人、監督：廣木隆一、2010年） - 脚本
- 『嘘つきみーくんと壊れたまーちゃん』（脚本・監督：瀬田なつき、2011年） - 脚本
- 『アナザー』 - 脚本
- 『アントキノイノチ』（脚本・監督：瀬々敬久、2011年） - 脚本
- 『アントキノイノチスピンオフＴＶドラマ　天国の引っ越し屋』 - 脚本
- 『リアル〜完全なる首長竜の日〜』（脚本・監督：黒沢清、2013年） - 脚本
- 『すーちゃんまいちゃんさわ子さん』 - 脚本
- 『潔く柔く』 - 脚本
- 『散歩する侵略者』- 脚本
- 『寝ても覚めても』 - 脚本

## 舞台
- 『素敵なアリスの作り方』舞台脚本
- 『狼少女』舞台脚本
- 『ゴーストサイドストーリー』舞台脚本
- 『私の中のわたし』舞台脚本

## ビブリオグラフィ
- 『トウキョウソナタ』 （竹書房、2008年 ISBN 481243596X） - ノベライズ

## 関連事項
- アジア・パシフィック・スクリーン・アワード （en:Asia Pacific Screen Awards）
- アジア・パシフィック・スクリーン・アワード脚本賞 （en:Asia Pacific Screen Award for Best Screenplay）

## 註
1. 1 2  Sachiko Tanaka, インターネット・ムービー・データベース （英語）, 2010年11月2日閲覧。
2. ↑  Un Certain Regard, Awards 2008, 第61回カンヌ国際映画祭 （英語）, 2010年11月2日閲覧。